# Lubichowo (gmina)
Pour le village, voir Lubichowo.
La gmina de Lubichowo est une commune rurale de la voïvodie de Poméranie et du powiat de Starogard. Elle s'étend sur 161,01 km2 et comptait 5.627 habitants en 2006. Son siège est le village de Lubichowo qui se situe à environ 15 kilomètres au sud-ouest de Starogard Gdański et à 58 kilomètres au sud de Gdansk, la capitale régionale.

## Villages
La gmina de Lubichowo comprend les villages et localités de Bietowo, Budy, Kaliska, Krępki, Kujawy, Lipinki Królewskie, Lubichowo, Mermet, Młynki, Mościska, Ocypel, Osowo Leśne, Pawelec, Plony, Skowronek, Smolniki, Szteklin, Szteklinek, Wda, Wdecki Młyn, Wilcze Błota, Zelgoszcz, Zielona Góra et Ziemianek.

## Gminy voisines
La gmina de Lubichowo est voisine des gminy de Bobowo, Kaliska, Osieczna, Osiek, Skórcz, Starogard Gdański et Zblewo.